# Great Glacier
Great Glacier är en glaciär på gränsen mellan Alaska i USA och British Columbia i Kanada. Great Glacier ligger 324 meter över havet.
Terrängen runt Great Glacier är bergig åt nordväst, men åt sydost är den kuperad. Trakten runt Great Glacier är nära nog obefolkad, med mindre än två invånare per kvadratkilometer.. 
Trakten runt Great Glacier består i huvudsak av gräsmarker.